# آلمانی سوئیسی
آلمانی سوئیسی (Schweizerdeutsch) هر گونه‌ای از آلمانیش است که در بخش آلمانی‌زبان سوئیس و در برخی بخش‌های آلمانی‌زبان شمال ایتالیا گفتگو می‌شود. گاهی، گویش‌های آلمانی که در سایر کشورها صحبت می‌شوند نیز با آلمانی سوئیسی دسته‌بندی می‌شوند، به خصوص گویش‌های لیختن اشتاین و فورآرلبرگ اتریش، که ارتباط نزدیکی با گویش‌های سوئیس دارند.